# Chan-Umlagerung
Die Chan-Umlagerung ist eine chemische Reaktion, die von Tak-Hang Chan entdeckt wurde. Es ist eine Umlagerungsreaktion von einem Acyloxacetat zu einem 2-Hydroxy-3-ketoester.

## Übersichtsreaktion
Bei der Chan-Umlagerung wird ein Acyloxacetat in der Anwesenheit einer starken Base, hier Lithiumdiisopropylamid (LDA), zu einem 2-Hydroxy-3-ketoester umgelagert:
Bei den Resten handelt es sich um organische Reste. Die Reaktion kam erfolgreich bei der Totalsynthese von Paclitaxel (Taxol) durch Robert A. Holton zum Einsatz.

## Reaktionsmechanismus
Der Reaktionsmechanismus der Chan-Umlagerung verläuft wie folgt:
Die  Methylengruppe des Acyloxacetats (1), hier blau markiert, ist so acide, dass sie mit starken, aber nicht nucleophilen Basen wie Lithiumdiisopropylamid (LDA) deprotoniert werden kann. Es bildet sich, bedingt durch die Deprotonierung, das Carbanion 2. Der nucleophile Angriff des so generierten Anions auf die benachbarte Acylgruppe führt zu einem intermediären Epoxid 3. Durch die Wanderung von Elektronen entsteht aus dem Epoxid unter Ringöffnung ein Alkoholat 4. Die saure Aufarbeitung führt letztlich zu einer Hydroxygruppe und es entsteht das Produkt 2-Hydroxy-3-ketoester 5.
Die Reaktion ist mit der Darzens-Glycidestersynthese verwandt.